# Leptochilus bytinskii
Leptochilus bytinskii är en stekelart som beskrevs av Giordani Soika 1952. Leptochilus bytinskii ingår i släktet Leptochilus och familjen Eumenidae. Inga underarter finns listade i Catalogue of Life.